# Ханенде
Ханенде (азерб. xanəndə) — азербайджанський народний співак, виконавець мугамів.
Ханенде зазвичай мали не тільки прекрасні голоси, але й знання в галузі мугамного мистецтва, накопичені багатьма поколіннями народних музикантів Азербайджану. Краса мугамної мелодії і мугамного виконання залежить від майстерності кожного ханенде, його індивідуальної фантазії та вміння імпровізувати. Тому ханенде були не тільки співаками-виконавцями, але й пропагандистами азербайджанської культури і музичного мистецтва. У своїх піснях ханенде використовували рядки з творів таких видатних поетів і класиків, як Нізамі Гянджеві, Фізулі, Насімі та ін.

## Азербайджанські ханенде
| - Ейнулла Джабраїлов - Хан Шушинський - Сеїд Шушинський - Зульфугар Адигезалов - Джаббар Кар'ягдиогли - Абульфат Алієв |  | - Муталлім Муталлімов - Бюльбюльджан - Ягуб Мамедов - Іслам Рзаєв - Аріф Бабаєв - Джаналі Акперов |  | - Муршуд Мамедов - Гадір Рустамов - Вахід Абдуллаєв - Сахавет Мамедов - Захід Гулієв - Наріман Аллахверді |  | - Карахан Бейбутов - Мансум Ібрагімов - Сабір Абдуллаєв - Фехруз Мамедов - Сулейман Абдуллаєв - Алім Гасимов |  | - Агахан Абдуллаєв - Сакіна Ісмайлова - Мелекханим Ейюбова - Алібаба Мамедов - Гендаб Гулієва - Сабір Новрузов - Саттар |